# UCI Oceania Tour 2014
L'UCI Oceania Tour 2013 è stata la decima edizione dell'UCI Oceania Tour, uno dei cinque circuiti continentali di ciclismo dell'Unione Ciclistica Internazionale. Era composto da sei corse che si svolsero tra gennaio e febbraio 2014 in Australia e Nuova Zelanda.

## Calendario

### Gennaio
| Data | Prova                     | Cat. | Vincitore    | Squadra               |
| ---- | ------------------------- | ---- | ------------ | --------------------- |
| 29-2 | New Zealand Cycle Classic | 2.2  | Michael Vink | Team Budget Forklifts |

### Febbraio
| Data | Prova                                      | Cat. | Vincitore       | Squadra                          |
| ---- | ------------------------------------------ | ---- | --------------- | -------------------------------- |
| 5-9  | Herald Sun Tour                            | 2.1  | Simon Clarke    | Orica-GreenEDGE                  |
| 21   | Campionati oceaniani - Cronometro Elite    | CC   | Joseph Cooper   | Nuova Zelanda\Avanti Racing Team |
| 21   | Campionati oceaniani - Cronometro Under-23 | CC   | Harry Carpenter | Australia                        |
| 22   | Campionati oceaniani - In linea Elite      | CC   | Luke Durbridge  | Australia\Orica-GreenEDGE        |
| 22   | Campionati oceaniani - In linea Under-23   | CC   | Robert Power    | Australia                        |

## Classifiche
Classifiche finali.
| Pos. | Corridore           | Squadra      | Punti |
| ---- | ------------------- | ------------ | ----- |
| 1    | Robert Power        | -            | 70    |
| 2    | Michael Vink        | Budget Fork. | 66    |
| 3    | Brenton Jones       | Avanti       | 45    |
| 4    | Bernard Sulzberger  | Drapac       | 40    |
| 5    | James Oram          | Bissell Dev. | 38    |
| 6    | Jack Haig           | Avanti       | 38    |
| 7    | Robert-Jon McCarthy | An Post      | 36    |
| 8    | Neil Van Der Ploeg  | Avanti       | 34    |
| 9    | William Clarke      | Drapac       | 26    |
| 10   | Tommy Nankervis     | Budget Fork. | 25    |

| Pos. | Squadra                      | Punti |
| ---- | ---------------------------- | ----- |
| 1    | Avanti Cycling Team          | 174   |
| 2    | Drapac Professional Cycling  | 156   |
| 3    | Team Budget Forklifts        | 118   |
| 4    | An Post-ChainReaction        | 44    |
| 5    | Rapha Condor JLT             | 40    |
| 6    | Bissell Development Team     | 38    |
| 7    | Madison Genesis              | 26    |
| 8    | OCBC Singapore               | 17    |
| 9    | Synergy Baku Cycling Project | 9     |
| 10   | UnitedHealthcare             | 5     |

| Pos. | Nazione       | Punti |
| ---- | ------------- | ----- |
| 1    | Australia     | 1 332 |
| 2    | Nuova Zelanda | 511   |